# Astracán (piel)

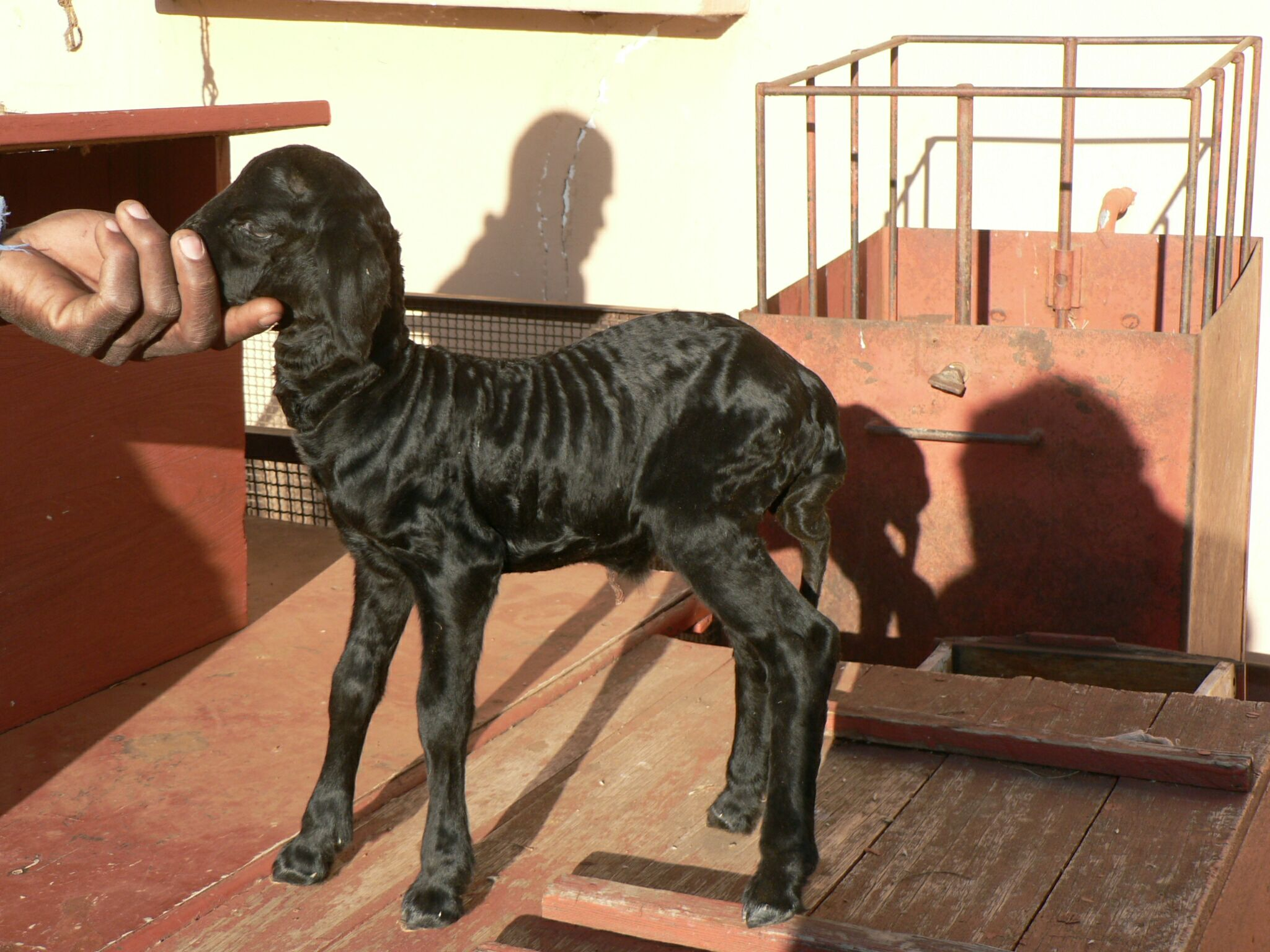
Un cordero karakul de Namibia.

El astrakán es la piel para abrigo obtenida de la piel de un cordero recién nacido, o nonato de la raza karakul. Se trata de un material muy apreciado en las peleterías debido a su capacidad de abrigo y su suave pelaje. Se trata de un pelaje corto, brillante y negro. Su nombre procede de la ciudad rusa de Astrakán.